# Cixius scotti
Cixius scotti är en insektsart som beskrevs av Edwards 1888. Cixius scotti ingår i släktet Cixius och familjen kilstritar. Inga underarter finns listade i Catalogue of Life.